# انتليسنس
انتليسنس أو التحسس (بالإنجليزية: IntelliSence)‏، هي تقنية تعمل بمجرد أن يكتب المبرمج الأحرف الأولى من دالة أو متغير حيث تعرض عليه قائمة بجميع الدوال والمتغيرات المعرفة في سياق التعليمة الحالية لينتقي منها.

## التاريخ
أخترعت هذه التقنية غيل كايسر، الباحثة في مخابر نظم البرمجة في قسم المعلوماتية في جامعة كولومبيا، في خمسينات القرن العشرين.